# Горски леминг
Горските леминги (Myopus schisticolor), наричани също полевковидни леминги, са вид дребни бозайници от семейство Хомякови (Cricetidae), единствен представител на род Myopus.
Разпространени са в тайгата на северна Евразия, от Скандинавския полуостров до Китай и Камчатка. Хранят се главно с мъхове.